# The Dublin Concert
The Dublin Concert ist ein Jazzalbum von Louis Stewart und Jim Hall. Die am 26. Dezember 1982 in der Maccabi Hall in Dublin entstandenen Aufnahmen erschienen am 4. September 2024 auf Livia Records.

## Hintergrund
Gerald Davis, Gründer von Irlands erstem Jazz-Plattenlabel Livia Records, nahm Kontakt zu Hall auf, als dieser in Irland weilte, und arrangierte schnell einen Duo-Termin mit Stewart in Dublin für den Tag nach Weihnachten. Da praktisch alle Veranstaltungsorte über die Feiertage geschlossen waren, suchte Davis nach einem geeigneten Ort und sicherte sich das Dublin Maccabi – das Clubhaus eines jüdischen Sport- und Gemeindevereins. Davis war sich der historischen Bedeutung des Auftritts voll bewusst und sorgte dafür, die Erlaubnis beider Musiker einzuholen, den Auftritt aufzunehmen. Die Bänder überlebten Davis, dessen Label Livia Records 2005 aufgelöst wurde. Schließlich wurde Livia Records vom Produzenten/Radio-DJ Dermot Rodgers wiederbelebt, der 2022 auf die Bänder stieß. Er gab sie an Seán Mac Erlaine (bekannt von This Is How We Fly) weiter, der 60 Minuten des zweistündigen Konzerts bearbeitete und masterte.

## Titelliste
- Louis Stewart & Jim Hall: The Dublin Concert (Livia Records LRCD2402)[2]

1. Stella by Starlight (Victor Young) 4:38
2. 2 Degrees East, 3 Degrees West (John Lewis) 9:46
3. But Beautiful (Jimmy Van Heusen, Johnny Burke) 4:44
4. All the Things You Are (Jerome Kern) 5:20
5. Saint Thomas (Sonny Rollins) 3:24
6. My Funny Valentine (Richard Rodgers, Lorenz Hart) 6:57
7. How Deep Is the Ocean (Irving Berlin) 5:39
8. In a Sentimental Mood (Duke Ellington) 5:46

## Rezeption
Nach Ansicht von Ian Patterson, der das Album in All About Jazz rezensierte, stelle der Ausschnitt ein Dokument von großer Schönheit dar. Stewart, der in seinem Leben mit Tubby Hayes, Benny Goodman, George Shearing und Ronnie Scott zusammengearbeitet hat, sei eindeutig ein Anhänger Halls gewesen, und es wäre interessant zu hören, wie viel der Dubliner vom Idiom  des älteren Musikers übernommen habe. Aber aufgrund von Mac Erlaines Aufteilung der beiden Gitarristen auf linke und rechte Kanäle dürfte es nicht immer einfach sein, sie auseinanderzuhalten, während sie diese acht Jazzstandards mit Bravour meistern.
Stilistisch hätten die Gitarristen Jim Hall und der Ire Louis Stewart viel gemeinsam, meinte Marc Myers (Jazzwax). Beide hätten kantig gespielt, seien beide unkonventionell in ihrer Spielhaltung gewesen, beide konnten swingen und beide wurden von ihren Kollegen und Landsleuten als Jazz-Virtuosen hoch geschätzt. Die Musik bei diesem Konzert hätte überwiegend aus Standards bestanden, doch die normalerweise abgenutzten Lieder aus dem Great American Songbook würden von den beiden dekonstruiert und zu neuem Leben erweckt. Während ein Gitarrist ein Solo spielt oder die Führung übernimmt, spiele der andere den Rhythmus. Für diejenigen, die mit den Stilen dieser Gitarristen nicht vertraut seien, sei nach Einschätzung Myers’ das Spiel Louis Stewarts prononcierter und Jim Halls zarter. Interessanterweise gebe es keine auffälligen Attacken, um Virtuosität zu demonstrieren; stattdessen erlebe  man zwei außergewöhnliche Gitarristen, die sich musikalisch unterhalten und sichtlich jede Menge Spaß haben.